# Norges filmhistoria

## Filmens första år i Norge
Den första spelfilmen som spelades in i Norge var Fiskerlivets farer och kom 1907. Under den första perioden i norsk film, 1908–1919, försökte man imitera utländsk film, med en viss tyngdpunkt på sociala melodramer. Den äldsta norska filmen som finns bevarad är Under forvandlingens lov (1911). År 1913 kom en lag som bestämde att hädanefter skulle kommunerna själva ansvarade för biografdriften. Lagen fastslog också en statlig censur.
Under 1910-talet var Peter Lykke-Seest den centrala filmskaparen i Norge. Han hade verkat som manusförfattare både i Danmark och Sverige innan han 1916 grundade filmbolaget Christiania Film Co A/S. Bolaget producerade sju filmer till dess att det avvecklades 1919. Av dessa blev Historien om en gut (1919) mest framgångsrik med internationell distribution. Lykke-Seest lämnade sedan filmbranschen sedan han nekats att starta en egen biograf som en följd av det kommunala biografmonopolet.

## Stumfilmstiden
På 1920-talet präglades den norska filmen av bonde- och nationalromantik. Regissören Rasmus Breistein gjorde 1920 filmen Tattar-Anna, som räknas som en nationellt genombrott. Gunnar Sommerfeldt och Harald Schwenzen regisserade två filmer baserade på Knut Hamsuns romaner: Markens gröda (1921) och Pan (1922). Andra regissörer som debuterade under denna tid var Leif Sinding (Himmeluret, 1925), Walter Fyrst (Trollälgen, 1927) och Harry Ivarson (Til sæters, 1924). Dansken Carl Theodor Dreyer regisserade Glomdalsbruden (1926) och hans landsman George Schnéevoigt regisserade flera filmer, där Laila (1929) blev en biosuccé.
Den norska stumfilmsepoken innefattar cirka 45 kortare och längre spelfilmer, varav en tredjedel gått förlorade. 
Till skillnad från andra länder fick de norska filmproducenterna inte driva sina egna biografer, och fick därför mindre pengar att satsa i nya filmprojekt, vilket gjorde den norska filmen svag mot utländsk konkurrens. 1932 gick därför 40 kommuner ihop och bildade produktionsbolaget Norsk Film A/S.

## Guldåldern
När ljudfilmen slog igenom i slutet av 1920- och i början av 1930-talen blev den norska filmen mer samhällsengagerad, det gjordes till exempel många filmer baserade på författaren Oskar Braatens socialrealistiska berättelser. Regissören Tancred Ibsen kom att bli den viktigaste skildraren av den folkliga miljöskildringen med filmerna Tattarbruden (1937) och Gjest Baardsen – en norsk Lasse-Maja (1939). Ett annat viktigt inslag var den norska arbetarfilmen, där Olav Dalgards Det drønner gjennom dalen (1937), Lenkene brytes (1938) och Gryr i Norden (1939). 

## Ockupationen och efterkrigstiden
Under den tyska ockupationen under andra världskriget handlade den norska filmen mest av harmlösa spänningsfilmer och lustspel. Även efter kriget och befrielsen var filmerna oftast bara enkel underhållning, men det gjordes även en del allvarliga filmer, där Englandsfarare (1946), Det grodde fram – Trondheim 1940–1945 (1947), Kampen om atombomben (1948), Gategutter (1949), Den blodiga vägen (1955), Nio liv (1957) och Om Tilla (1963) är några av de mest minnesvärda. Också Thor Heyerdahls och Per Høsts dokumentärfilmer förtjänar ett omnämnande.

## 1970-talet till idag
En av norsk films största succéer var Olsenbanden som gjordes under 1970- och 1980-talen, inspirerat av det danska Olsen-banden, som i Sverige fick sin motsvarighet i Jönssonligan.
Annars var tendensen att satsa på nya regissörer vanlig på 1970-talet, vilket presenterade namn som Pål Løkkeberg med Liv (1967) och Exit (1970). Vid den här tiden trädde också många kvinnliga regissörer fram, som satte sin prägel på den moderna, socialt engagerande filmen, till exempel Anja Breien och Vibeke Løkkeberg. 
Nu började den norska filmen också gå bättre utomlands, till exempel Ivo Caprinos dockfilm Flåklypa Grand Prix och Breiens Hustrur (båda 1975). På 1980- och 1990-talen fortsatte succén med filmer som Ola Solums Orions bälte (1985), Oddvar Einarsons X (1986), Nils Gaups Vägvisaren, den första filmen på samiska (1987), Unni Straumes Till en okänd (1990), Berit Nesheims Frida - med hjärtat i handen (1991) och Erik Gustavsons Telegrafisten (1993). 
Vidare på 1990-talet uppmärksammades också Mona Hoel med Något lugnande, Liv Ullman med Kristin Lavransdotter, Svend Wam med När alla vet och Hans Petter Moland med Zero Kelvin - Kärlekens fryspunkt (alla 1995), Erik Skjoldbjæergs Insomnia och Pål Sletaunes Junk Mail (båda 1997). 1900-talets sista stora norska film var Erik Gustavsons Sofies värld (1999).